# Colombiaans voetbalelftal in 1993
Het Colombiaans voetbalelftal speelde in totaal achttien officiële interlands in het jaar 1993, waaronder zes duels bij de strijd om de Copa América in Ecuador, waar Colombia eindigde als derde. De nationale selectie stond voor de tweede keer onder leiding van bondscoach Francisco Maturana, die de selectie eerder naar het WK voetbal 1990 had geloodst. Colombia bleef ongeslagen in 1993. Een mijlpaal was de 5-0 uitoverwinning op Argentinië. Verdediger Alexis Mendoza van Atlético Junior was de enige speler die in alle achttien duels in actie kwam. Op de in 1993 geïntroduceerde FIFA-wereldranglijst zakte Colombia in 1993 van de 19de (augustus 1993) naar de 21ste plaats (december 1993).

## Balans
| Wedstrijden | Wedstrijden | Wedstrijden | Wedstrijden | Doelpunten | Doelpunten | Doelpunten | Punten |
| Gespeeld    | Winst       | Gelijk      | Verlies     | Voor       | Tegen      | Saldo      | Punten |
| ----------- | ----------- | ----------- | ----------- | ---------- | ---------- | ---------- | ------ |
| 18          | 9           | 9           | 0           | 27         | 10         | +17        | 1.500  |

## Interlands
|                                                        |           |       |          |                                                                                             |
| 24 februari Vriendschappelijk № 219 «onderlinge duels» | Venezuela | 0 – 0 | Colombia | Estadio Pueblo Nuevo, San Cristobál Toeschouwers: 10.000 Scheidsrechter: Elías Jácome (ECU) |
| 24 februari Vriendschappelijk № 219 «onderlinge duels» |           |       |          | Estadio Pueblo Nuevo, San Cristobál Toeschouwers: 10.000 Scheidsrechter: Elías Jácome (ECU) |

|                                                     |                                                                                |       |                            |                                                                                                 |
| 31 maart Vriendschappelijk № 220 «onderlinge duels» | Colombia                                                                       | 4 – 1 | Costa Rica                 | Estadio Anastasio Girardot, Medellín Toeschouwers: 3.908 Scheidsrechter: John Toro Rendón (COL) |
| 31 maart Vriendschappelijk № 220 «onderlinge duels» | Adolfo Valencia 31' Antony de Ávila 37' Adolfo Valencia 53' Víctor Pacheco 75' |       | 41' (pen.) Rolando Fonseca | Estadio Anastasio Girardot, Medellín Toeschouwers: 3.908 Scheidsrechter: John Toro Rendón (COL) |

|                                                  |                  |       |                                       |                                                                                 |
| 8 mei Vriendschappelijk № 221 «onderlinge duels» | Verenigde Staten | 1 – 2 | Colombia                              | Orange Bowl, Miami Toeschouwers: 17.652 Scheidsrechter: Pascual Rebolledo (MEX) |
| 8 mei Vriendschappelijk № 221 «onderlinge duels» | Alexi Lalas 14'  |       | 37' Adolfo Valencia 68' Alexis García | Orange Bowl, Miami Toeschouwers: 17.652 Scheidsrechter: Pascual Rebolledo (MEX) |

|                                                   |                  |       |                  |                                                                                          |
| 21 mei Vriendschappelijk № 222 «onderlinge duels» | Colombia         | 1 – 1 | Venezuela        | Estadio El Campín, Bogota Toeschouwers: 38.000 Scheidsrechter: Armando Pérez Hoyos (COL) |
| 21 mei Vriendschappelijk № 222 «onderlinge duels» | Alexis García 9' |       | 43' Stalin Rivas | Estadio El Campín, Bogota Toeschouwers: 38.000 Scheidsrechter: Armando Pérez Hoyos (COL) |

|                                                   |                    |       |                        |                                                                                          |
| 30 mei Vriendschappelijk № 223 «onderlinge duels» | Chili              | 1 – 1 | Colombia               | Estadio Nacional, Santiago Toeschouwers: 3.500 Scheidsrechter: Salvador Imperatore (CHI) |
| 30 mei Vriendschappelijk № 223 «onderlinge duels» | Fabián Guevara 48' |       | 71' Víctor Aristizábal | Estadio Nacional, Santiago Toeschouwers: 3.500 Scheidsrechter: Salvador Imperatore (CHI) |

|                                                   |                       |       |       |                                                                                    |
| 6 juni Vriendschappelijk № 224 «onderlinge duels» | Colombia              | 1 – 0 | Chili | Estadio El Campín, Bogota Toeschouwers: 35.000 Scheidsrechter: Zuluaga Vasco (COL) |
| 6 juni Vriendschappelijk № 224 «onderlinge duels» | Faustino Asprilla 55' |       |       | Estadio El Campín, Bogota Toeschouwers: 35.000 Scheidsrechter: Zuluaga Vasco (COL) |

| Copa América 1993 |
| ----------------- |

|                                                       |                                            |       |                        |                                                                                    |
| 16 juni Copa América Groep C № 225 «onderlinge duels» | Colombia                                   | 2 – 1 | Mexico                 | Estadio 9 de Mayo, Machala Toeschouwers: 20.000 Scheidsrechter: Jorge Nieves (URU) |
| 16 juni Copa América Groep C № 225 «onderlinge duels» | Adolfo Valencia 35' Víctor Aristizábal 87' |       | 57' Luis Roberto Alves | Estadio 9 de Mayo, Machala Toeschouwers: 20.000 Scheidsrechter: Jorge Nieves (URU) |

|                                                       |                             |       |                      |                                                                                      |
| 20 juni Copa América Groep C № 226 «onderlinge duels» | Colombia                    | 1 – 1 | Bolivia              | Estadio 9 de Mayo, Machala Toeschouwers: 11.000 Scheidsrechter: Márcio Rezende (BRA) |
| 20 juni Copa América Groep C № 226 «onderlinge duels» | Orlando Maturana 18' (pen.) |       | 14' Marco Etcheverry | Estadio 9 de Mayo, Machala Toeschouwers: 11.000 Scheidsrechter: Márcio Rezende (BRA) |

|                                                       |                  |       |                  |                                                                                             |
| 23 juni Copa América Groep C № 227 «onderlinge duels» | Argentinië       | 1 – 1 | Colombia         | Estadio George Capwell, Guayaquil Toeschouwers: 45.000 Scheidsrechter: Márcio Rezende (BRA) |
| 23 juni Copa América Groep C № 227 «onderlinge duels» | Diego Simeone 2' |       | 5' Freddy Rincón | Estadio George Capwell, Guayaquil Toeschouwers: 45.000 Scheidsrechter: Márcio Rezende (BRA) |

|                                                           |                                                                                 |       |                                                           |                                                                                       |
| 26 juni Copa América Kwartfinale № 228 «onderlinge duels» | Colombia                                                                        | 1 – 1 | Uruguay                                                   | Estadio Monumental, Guayaquil Toeschouwers: 10.000 Scheidsrechter: Juan Escobar (PAR) |
| 26 juni Copa América Kwartfinale № 228 «onderlinge duels» | Luis Carlos Perea 88'                                                           |       | 63' Marcelo Saralegui                                     | Estadio Monumental, Guayaquil Toeschouwers: 10.000 Scheidsrechter: Juan Escobar (PAR) |
| 26 juni Copa América Kwartfinale № 228 «onderlinge duels» | Strafschoppen                                                                   |       |                                                           | Estadio Monumental, Guayaquil Toeschouwers: 10.000 Scheidsrechter: Juan Escobar (PAR) |
| 26 juni Copa América Kwartfinale № 228 «onderlinge duels» | Faustino Asprilla Alexis Mendoza Carlos Valderrama Wilson Pérez Adolfo Valencia | 5 – 3 | Walter Peletti Marcelo Saralegui Eber Moas Robert Siboldi | Estadio Monumental, Guayaquil Toeschouwers: 10.000 Scheidsrechter: Juan Escobar (PAR) |

|                                                           |                                                                                                 |       |                                                                                                  |                                                                                       |
| 1 juli Copa América Halve finale № 229 «onderlinge duels» | Argentinië                                                                                      | 0 – 0 | Colombia                                                                                         | Estadio Monumental, Guayaquil Toeschouwers: 15.000 Scheidsrechter: Jorge Nieves (URU) |
| 1 juli Copa América Halve finale № 229 «onderlinge duels» |                                                                                                 |       |                                                                                                  | Estadio Monumental, Guayaquil Toeschouwers: 15.000 Scheidsrechter: Jorge Nieves (URU) |
| 1 juli Copa América Halve finale № 229 «onderlinge duels» | Strafschoppen                                                                                   |       |                                                                                                  | Estadio Monumental, Guayaquil Toeschouwers: 15.000 Scheidsrechter: Jorge Nieves (URU) |
| 1 juli Copa América Halve finale № 229 «onderlinge duels» | Néstor Gorosito Gabriel Batistuta Diego Simeone Leonardo Rodríguez Alberto Acosta Jorge Borelli | 6 – 5 | Freddy Rincón Faustino Asprilla Alexis Mendoza Wilson Pérez Carlos Valderrama Víctor Aristizábal | Estadio Monumental, Guayaquil Toeschouwers: 15.000 Scheidsrechter: Jorge Nieves (URU) |

|                                                           |                     |       |         |                                                                                                  |
| 3 juli Copa América Troostfinale № 230 «onderlinge duels» | Colombia            | 1 – 0 | Ecuador | Estadio Reales Tamarindos, Portoviejo Toeschouwers: 18.000 Scheidsrechter: Alvaro Arboleda (VEN) |
| 3 juli Copa América Troostfinale № 230 «onderlinge duels» | Adolfo Valencia 86' |       |         | Estadio Reales Tamarindos, Portoviejo Toeschouwers: 18.000 Scheidsrechter: Alvaro Arboleda (VEN) |

|  |  |  |  |  |  |  |  |  |

|                                                     |          |       |          |                                                                                                 |
| 1 augustus WK-kwalificatie № 231 «onderlinge duels» | Colombia | 0 – 0 | Paraguay | Estadio Metropolitano, Barranquilla Toeschouwers: 70.000 Scheidsrechter: Renato Marsiglia (BRA) |
| 1 augustus WK-kwalificatie № 231 «onderlinge duels» |          |       |          | Estadio Metropolitano, Barranquilla Toeschouwers: 70.000 Scheidsrechter: Renato Marsiglia (BRA) |

|                                                     |      |                   |          |                                                                                 |
| 8 augustus WK-kwalificatie № 232 «onderlinge duels» | Peru | 0 – 1             | Colombia | Estadio Nacional, Lima Toeschouwers: 25.000 Scheidsrechter: Alfredo Rodas (ECU) |
| 8 augustus WK-kwalificatie № 232 «onderlinge duels» |      | 45' Freddy Rincón |          | Estadio Nacional, Lima Toeschouwers: 25.000 Scheidsrechter: Alfredo Rodas (ECU) |

|                                                      |                                        |       |                        | |
| 15 augustus WK-kwalificatie № 233 «onderlinge duels» | Colombia                               | 2 – 1 | Argentinië             | Estadio Metropolitano, Barranquilla Toeschouwers: 70.000 Scheidsrechter: José Aparecido Oliveira (BRA) |
| 15 augustus WK-kwalificatie № 233 «onderlinge duels» | Iván Valenciano 2' Adolfo Valencia 52' |       | 87' Ramón Medina Bello | Estadio Metropolitano, Barranquilla Toeschouwers: 70.000 Scheidsrechter: José Aparecido Oliveira (BRA) |

|                                                      |                       |       |                   |                                                                                                  |
| 22 augustus WK-kwalificatie № 234 «onderlinge duels» | Paraguay              | 1 – 1 | Colombia          | Estadio Defensores del Chaco, Asunción Toeschouwers: 30.000 Scheidsrechter: Márcio Rezende (BRA) |
| 22 augustus WK-kwalificatie № 234 «onderlinge duels» | Catalino Rivarola 54' |       | 22' Freddy Rincón | Estadio Defensores del Chaco, Asunción Toeschouwers: 30.000 Scheidsrechter: Márcio Rezende (BRA) |

|                                                      |                                                                           |       |      |                                                                                           |
| 29 augustus WK-kwalificatie № 235 «onderlinge duels» | Colombia                                                                  | 4 – 0 | Peru | Estadio Metropolitano, Barranquilla Toeschouwers: 70.000 Scheidsrechter: Pablo Peña (BOL) |
| 29 augustus WK-kwalificatie № 235 «onderlinge duels» | Iván Valenciano 30' Freddy Rincón 45' Alexis Mendoza 66' Wilson Pérez 76' |       |      | Estadio Metropolitano, Barranquilla Toeschouwers: 70.000 Scheidsrechter: Pablo Peña (BOL) |

|                                                      |            | |          |                                                                                             |
| 5 september WK-kwalificatie № 236 «onderlinge duels» | Argentinië | 0 – 5                                                                                               | Colombia | Estadio Monumental, Buenos Aires Toeschouwers: 53.000 Scheidsrechter: Ernesto Filippi (URU) |
| 5 september WK-kwalificatie № 236 «onderlinge duels» |            | 41' Freddy Rincón 50' Faustino Asprilla 74' Freddy Rincón 75' Faustino Asprilla 85' Adolfo Valencia |          | Estadio Monumental, Buenos Aires Toeschouwers: 53.000 Scheidsrechter: Ernesto Filippi (URU) |

## FIFA-wereldranglijst
| AUGUSTUS | SEPTEMBER | OKTOBER | NOVEMBER | DECEMBER |
| -------- | --------- | ------- | -------- | -------- |
| 19       | 19        | 19      | 21       | 21       |

## Statistieken
| Óscar Córdoba         | 1970-02-03 | América de Cali        | 14 | 1 | 0 | 15 | 0  |
| Faryd Mondragón       | 1971-06-21 | Argentinos Juniors     | 2  | 0 | 0 | 2  | 0  |
| René Higuita          | 1966-08-28 | Atlético Nacional      | 1  | 0 | 0 | 49 | 3  |
| José Maria Pazo       | 1964-04-04 | Atlético Junior        | 1  | 0 | 0 | 1  | 0  |
| Verdediging           |            |                        |    |   |   |    |    |
| Alexis Mendoza        | 1961-11-08 | Atlético Junior        | 18 | 0 | 1 | 32 | 1  |
| Luis Fernando Herrera | 1962-06-12 | Atlético Nacional      | 17 | 0 | 0 | 45 | 1  |
| Luis Carlos Perea     | 1963-12-29 | Independiente Medellín | 16 | 0 | 1 | 66 | 2  |
| Wilson Pérez          | 1967-08-09 | América de Cali        | 11 | 0 | 1 | 31 | 1  |
| Diego Osorio          | 1970-07-21 | Atlético Nacional      | 7  | 0 | 0 | 15 | 0  |
| Óscar Cortés          | 1968-10-19 | Millonarios            | 1  | 1 | 0 | 2  | 0  |
| Geovanis Cassiani     | 1970-01-10 | América de Cali        | 1  | 0 | 0 | 1  | 0  |
| Andrés Escobar        | 1967-03-13 | Atlético Nacional      | 1  | 0 | 0 | 37 | 1  |
| Middenveld            |            |                        |    |   |   |    |    |
| Carlos Valderrama     | 1961-09-02 | Independiente Medellín | 16 | 0 | 0 | 57 | 5  |
| Freddy Rincón         | 1966-08-14 | América de Cali        | 15 | 0 | 6 | 40 | 11 |
| Gabriel Gómez         | 1959-12-08 | Atlético Nacional      | 15 | 0 | 0 | 37 | 1  |
| Leonel Álvarez        | 1965-07-29 | América de Cali        | 13 | 0 | 0 | 60 | 1  |
| Alexis García         | 1960-07-21 | Atlético Nacional      | 4  | 3 | 2 | 25 | 2  |
| Hernán Gaviria        | 1969-11-27 | Atlético Nacional      | 4  | 2 | 0 | 6  | 0  |
| Harold Lozano         | 1972-03-30 | América de Cali        | 3  | 6 | 0 | 9  | 0  |
| Wilmer Cabrera        | 1967-09-15 | América de Cali        | 1  | 0 | 0 | 12 | 0  |
| Mauricio Serna        | 1968-01-22 | Atlético Nacional      | 1  | 0 | 0 | 1  | 0  |
| Víctor Pacheco        | 1974-09-24 | Atlético Junior        | 0  | 3 | 1 | 4  | 1  |
| José Ricardo Pérez    | 1965-10-24 | Independiente Santa Fe | 0  | 1 | 0 | 17 | 0  |
| Aanval                |            |                        |    |   |   |    |    |
| Adolfo Valencia       | 1968-02-06 | Bayern München         | 11 | 3 | 7 | 16 | 8  |
| Victor Aristizábal    | 1971-12-09 | Valencia CF            | 7  | 4 | 2 | 11 | 2  |
| Faustino Asprilla     | 1969-11-10 | AC Parma               | 7  | 3 | 3 | 10 | 3  |
| John Jairo Tréllez    | 1968-04-29 | CA Boca Juniors        | 4  | 3 | 0 | 18 | 3  |
| Iván Valenciano       | 1972-03-18 | Atlético Junior        | 3  | 1 | 2 | 7  | 2  |
| Antony de Ávila       | 1962-12-21 | América de Cali        | 1  | 0 | 1 | 27 | 8  |
| Orlando Maturana      | 1967-10-11 | América de Cali        | 1  | 0 | 1 | 1  | 1  |
| Jorge Cruz            | 1966-03-30 | CA Banfield            | 1  | 0 | 0 | 1  | 0  |
| Arnoldo Iguarán       | 1957-01-18 | Millonarios            | 1  | 0 | 3 | 68 | 25 |

Colfútbol · A-internationals · Selecties · Statistieken · Bondscoaches · Colombiaans vrouwenelftal · Olympisch elftal · Colombia U20 · Colombia U17
1938 – 1949 ·
1950 – 1959 ·
1960 – 1969 ·
1970 – 1979 ·
1980 – 1989 ·
1990 – 1999 ·
2000 – 2009 ·
2010 – 2019 ·
2020 – 2029
WK 1962 · 
WK 1990 · 
WK 1994 · 
WK 1998 · 
WK 2014 · 
WK 2018
OS 1968 · 
OS 1972 · 
OS 1980 · 
OS 1992 · 
OS 2016
1938 · 
1939 · 1940 · 1941 · 1942 · 1943 · 1944 · 
1946 · 
1947 · 
1948 · 
1949 · 
1950 · 1951 · 1952 · 1953 · 1954 · 1955 · 1956 · 
1957 · 
1958 · 1959 · 1960 · 
1961 · 
1962 · 
1963 · 
1964 · 
1965 · 
1966 · 
1967 · 
1968 · 
1969 · 
1970 · 
1971 · 
1972 · 
1973 · 
1974 · 
1975 · 
1976 · 
1977 · 
1978 · 
1979 · 
1980 · 
1981 · 
1982 · 
1983 · 
1984 · 
1985 · 
1986 · 
1987 · 
1988 · 
1989 · 
1990 ·
1991 · 
1992 · 
1993 · 
1994 · 
1995 · 
1996 · 
1997 · 
1998 · 
1999 · 
2000 · 
2001 · 
2002 · 
2003 · 
2004 · 
2005 · 
2006 · 
2007 · 
2008 · 
2009 · 
2010 · 
2011 · 
2012 · 
2013 · 
2014 · 
2015 · 
2016 · 
2017 ·
2018 ·
2019 ·
2020 ·
2021
Algerije ·
Argentinië ·
Australië ·
Bahrein ·
België ·
Bolivia · 
Brazilië ·
Canada ·
Chili ·
China · 
Costa Rica ·
Cuba ·
DDR ·
Duitsland ·
Ecuador ·
Egypte ·
El Salvador ·
Engeland ·
Finland ·
Frankrijk ·
Griekenland ·
Guatemala · 
Haïti ·
Honduras ·
Hongarije ·
Hongkong ·
Ierland ·
Irak ·
Israël ·
Ivoorkust ·
Jamaica ·
Japan ·
Joegoslavië ·
Jordanië ·
Kameroen ·
Koeweit · 
Liberia · 
Marokko ·
Mexico ·
Montenegro ·
Nederland ·
Nederlandse Antillen ·
Nicaragua ·
Nieuw-Zeeland · 
Nigeria ·
Noord-Ierland ·
Noorwegen ·
Panama ·
Paraguay ·
Peru ·
Polen ·
Puerto Rico ·
Qatar ·
Roemenië ·
Saoedi-Arabië ·
Schotland ·
Senegal ·
Servië ·
Slovenië ·
Slowakije ·
Sovjet-Unie ·
Spanje ·
Trinidad en Tobago ·
Tsjecho-Slowakije ·
Tunesië · 
Turkije · 
Uruguay ·
Venezuela ·
Verenigde Arabische Emiraten · 
Verenigde Staten ·
Zuid-Afrika ·
Zuid-Korea ·
Zweden ·
Zwitserland
Brazilië (2014) ·
Engeland (2018) ·
Griekenland (2014) ·
Ivoorkust (2014) ·
Japan (2014) ·
Japan (2018) ·
Polen (2018) ·
Senegal (2018) ·
Uruguay (2014)